# 1,3-Diaminopropan
1,3-Diaminopropan ist eine organische chemische Verbindung aus der Gruppe der aliphatischen Amine. Es ist neben dem 1,2-Diaminopropan eines der beiden Strukturisomeren der Propandiamine.

## Vorkommen
Die Verbindung kommt in Pflanzen wie Wein, Tomaten oder Wasserpflanzen, dem Samen von Gurken, sowie in Mikroorganismen wie Amöben vor und wirkt dort als Wachstumsregulator. Erhöhte Konzentrationen werden bei Befall durch Parasiten oder anderen Pflanzenkrankheiten gebildet.

## Gewinnung und Darstellung
1,3-Diaminopropan wird durch Umsetzung von 1,3-Propandiol mit Ammoniak oder durch Addition von Ammoniak an Acrylnitril und anschließende Hydrierung hergestellt.

## Eigenschaften

### Physikalische Eigenschaften
1,3-Diaminopropan ist eine farblose bis gelbliche Flüssigkeit mit aminartigem Geruch. Der Siedepunkt unter Normaldruck beträgt 139,7 °C, die molare Verdampfungsenthalpie am Siedepunkt 50,18 kJ·mol−1. Eine thermoanalytische Messung ergab einen Schmelzpunkt von −11 °C und eine molare Schmelzenthalpie von 12,19 kJ·mol−1.

### Chemische Eigenschaften
1,3-Diaminopropan bilden mit Metallionen z. B. Kupfer- und Nickelionen stabile Chelatkomplexe. Eine reduktive Aminierung mit Formaldehyd führt zum N,N,N′,N′-Tetramethyl-1,3-propylendiamin.

### Sicherheitstechnische Kenngrößen
1,3-Diaminopropan bildet bei erhöhter Temperatur entzündliche Dampf-Luft-Gemische. Die Verbindung hat einen Flammpunkt von 48 °C. Der Explosionsbereich liegt zwischen 2,8 Volumenprozent als unterer Explosionsgrenze (UEG) und 15,2 Volumenprozent als oberer Explosionsgrenze (OEG). Die Zündtemperatur beträgt 350 °C. Der Stoff fällt somit in die Temperaturklasse T2.

## Verwendung
1,3-Diaminopropan dient zur Herstellung u. a. von Textilveredelungsmitteln, Photochemikalien, Härtern für Epoxidharze, Holzschutzmitteln, Arzneistoffen und Pestiziden. Die Verbindung ist Bestandteil von Detergenzien, Haarfärbemitteln und Schmiermitteln. Es kann als Baustein für Polymere und Dendrimere sowie als Reagenz für eine Polymermodifikation eingesetzt werden.

## Toxikologie
Der Kontakt mit der Flüssigkeit oder den Dämpfen kann zu Reizungen bis zu Verätzungen der Augen, der Haut und den Schleimhäuten führen. Die Inhalation von Dämpfen kann vermutlich ein brennendes Gefühl, Husten, keuchende Atmung, Kurzatmigkeit, Kopfschmerzen, Übelkeit und Erbrechen hervorrufen.

## Externe Links zu erwähnten Verbindungen
1. ↑  Externe Identifikatoren von bzw. Datenbank-Links zu N,N,N′,N′-Tetramethyl-1,3-propylendiamin:  CAS-Nr.: 110-95-2, EG-Nr.: 203-818-8, ECHA-InfoCard: 100.003.472, GESTIS: 491260, PubChem: 8084, ChemSpider: 7793, Wikidata: Q27266169.